# Enrico Hernández
Enrico Dueñas Hernández (Almere, 23 februari 2001) is een Nederlands voetballer van Salvadoraanse en Finse afkomst die als aanvaller voor TOP Oss speelt.  Hij debuteerde in 2021 in het Salvadoraans voetbalelftal.

## Carrière
Enrico Hernández speelde in de jeugd van ASC Waterwijk, Almere City FC, AFC Ajax en Vitesse. In het seizoen 2018/19 zat hij eenmaal bij de selectie van Jong Vitesse in de Tweede divisie. Hij debuteerde in het betaald voetbal in het eerste elftal van Vitesse op 17 december 2020, in de met 0-2 gewonnen bekerwedstrijd tegen Willem II. Hij kwam in de 90+1e minuut in het veld voor Oussama Tannane. Op dezelfde dag tekende hij zijn eerste contract, wat tot medio 2023 loopt. In de zomer van 2021 werd hij voor een seizoen uitgeleend aan FC Eindhoven.
Op 22 december 2021 werd Hernández vervroegd teruggehaald van zijn huurperiode bij FC Eindhoven. Hij sloot weer aan bij de selectie van Vitesse onder leiding van Thomas Letsch.
Ondanks het feit dat hij nog een lopend contract had, wilde de speler vanwege de beperkte speelmogelijkheden een transfer afdwingen.  Op 10 juli 2022 tekende hij een tweejarig contract bij het filiaal van FC Cartagena.  Na één seizoen werd het contract in wederkering akkoord ontbonden, aangezien de speler nooit kon doorgroeien naar het eerste team.
Voor het seizoen 2023/24 tekende hij weer een contract bij een Nederlands team, TOP Oss. Hij debuteerde op 11 augusts 2023 tegen FC Den Bosch (0-1). 

## Statistieken
| Seizoen        | Club                  | Land           | Competitie         | Competitie | Competitie | Beker | Beker | Totaal | Totaal |
| Seizoen        | Club                  | Land           | Competitie         | Wed.       | Dlp.       | Wed.  | Dlp.  | Wed.   | Dlp.   |
| -------------- | --------------------- | -------------- | ------------------ | ---------- | ---------- | ----- | ----- | ------ | ------ |
| 2020/21        | Vitesse               | Nederland      | Eredivisie         | 2          | 0          | 1     | 0     | 3      | 0      |
| 2021/22        | → FC Eindhoven (huur) | Nederland      | Eerste divisie     | 13         | 3          | 1     | 0     | 14     | 3      |
| 2022/23        | FC Cartagena B        | Spanje         | Segunda Federación | 21         | 0          | 0     | 0     | 21     | 0      |
| 2022/23        | FC Cartagena          | Spanje         | Segunda División A | 0          | 0          | 0     | 0     | 0      | 0      |
| 2023/24        | TOP Oss               | Nederland      | Eerste divisie     | 16         | 1          | 0     | 0     | 16     | 1      |
| 2024/25        | TOP Oss               | Nederland      | Eerste divisie     | 2          | 0          | 0     | 0     | 2      | 0      |
| Carrièretotaal | Carrièretotaal        | Carrièretotaal | Carrièretotaal     | 54         | 4          | 2     | 0     | 56     | 4      |

Bijgewerkt op 7 juni 2025.

## Interlandcarrière
Hernández speelde in 2017 twee interlands voor Nederland onder 16. In augustus 2021 werd hij door de bondscoach van El Salvador opgeroepen voor de WK-kwalificatie-interlands tegen de Verenigde Staten, Honduras en Canada. Hij maakte op 2 september 2021 zijn debuut voor het nationale team van El Salvador tegen de Verenigde Staten (0–0). Hij kwam in de 59ste minuut in het veld voor Marvin Monterroza.